# 河野李由
河野 李由（こうの りゆう、寛文2年（1662年） - 宝永2年6月22日（1705年8月11日））は、江戸時代前期の僧・俳人、近江蕉門。浄土真宗本願寺派の彦根明照寺（光明遍照寺）14世住職、律師。字は買年、諱は通賢と言い、釈名を亮爾と号す。近江国の生まれ。父は河野通仁。子に河野通惠（自蹊）。

## 生涯
李由は伊予河野氏の末裔と伝えられる。寛文2年（1662年）に生まれ、かねてから松尾芭蕉の風雅を慕い、修行中に法用と称して元禄4年5月1日（1691年5月28日）京都嵯峨野の向井去来別荘落柿舎で「嵯峨日記」執筆中の芭蕉を訪れ入門した。
蕉門十哲の一人森川許六は度々明照寺に遊び、芭蕉も李由入門直後に寺を訪れた。芭蕉と李由の師弟関係は「師弟の契り深きこと三世仏に仕ふるが如し」と伝えられている。芭蕉死去後、渋笠を形見に貰い受け、明照寺境内に埋め笠塚を築いた。
元禄15年（1702年）、森川許六と共に「韻塞（いんふたぎ）」、「篇突（へんつき）」、「宇陀の法師」を編む。その後、宝永2年6月22日（1705年8月11日）李由死去する。生前明照寺の庭に4本の梅の木があることに因み「四梅廬」と、また「月沢（つきのさわ）同人」とも称した。

## 家系
『本朝文選』の中で、蕉門十哲の一人で彦根藩士の森川許六の記した「断弦ノ文」にて、次のように李由の系譜が載せられている。
```
江東平田の邑、光明遍照寺、十四世の僧、亮隅上人。字は李由、一の字は買年、四梅盧と号す。嘗て律師に任ず。

姓は河野の嫡流にて安芸の宍戸を兼ね合わせたり。母はなむ、やむ事なき深窓の娘にして、藤原なりけり。
```

李由は伊予河野氏の末裔である（実際に明照寺には河野氏由来の書状が伝来している）と称し、父方には安芸国の国人領主で、後に毛利氏の一門となった宍戸氏の出であると伝えられている。当時の彦根藩には安芸宍戸氏の一族が仕官しており、森川許六の娘は宍戸四郎左衛門と結婚している。

## 著作
「韻塞（いんふたぎ）」森川許六と共同編集
「篇突（へんつき）」森川許六と共同編集
「風俗文選」森川許六と共同編集（一部）
「宇陀の法師」森川許六と共同編集
「疝の気傳」
「俳諧の頌」
「南行紀」

## 代表句
秋の野を 遊びほうけし 薄かな
いつの時 人に落ちけん 白牡丹
稲むしろ 近江の国の 広さかな
踊るべき ほどには酔て 盆の月
草刈よ それが思ひか 萩の露
雲の峰 石臼を挽く 隣かな
竹ノ子や 喰残されし 後の露
ちか道を 教へぢからや 古柳
菜の花を 身内に付けて なく蛙
袴きぬ 聟入もあり としの昏
春近き 三年味噌の 名残かな